# جون غريغوري (نحات)
جون غريغوري (بالإنجليزية: John Gregory)‏ هو نحات أمريكي، ولد في 17 مايو 1879 في لندن في المملكة المتحدة، وتوفي في 1958 في نيويورك في الولايات المتحدة.

## معرض صور

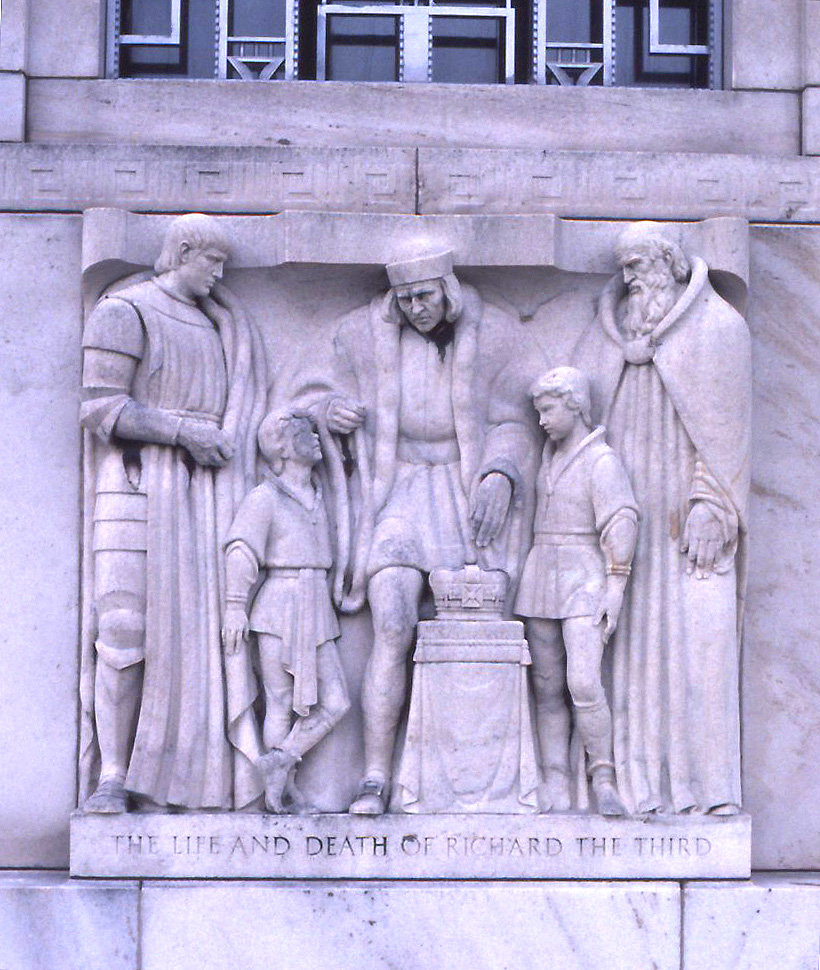
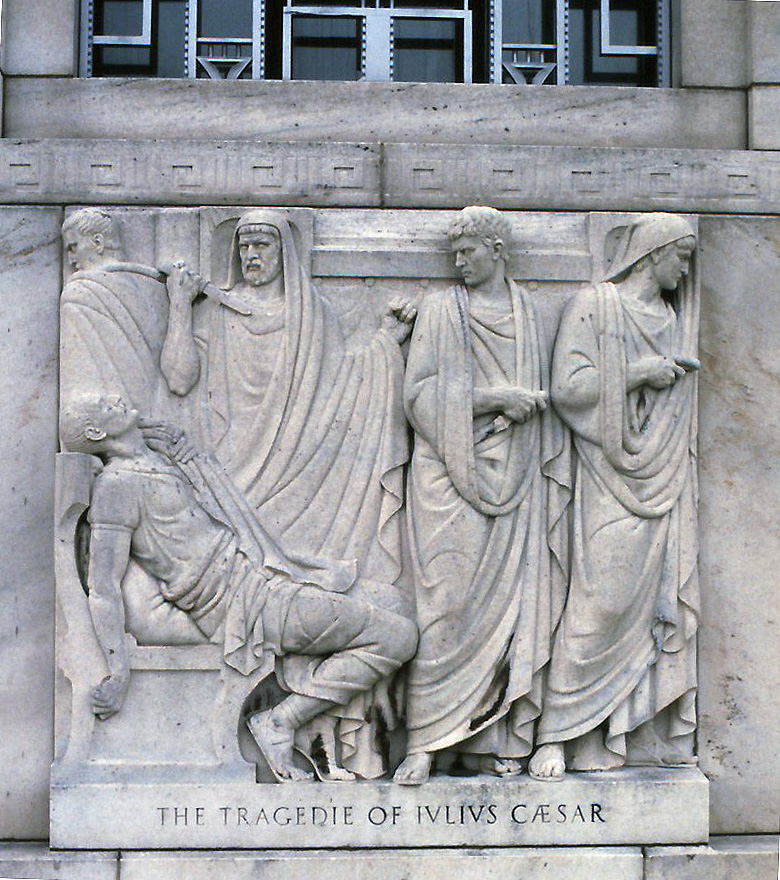
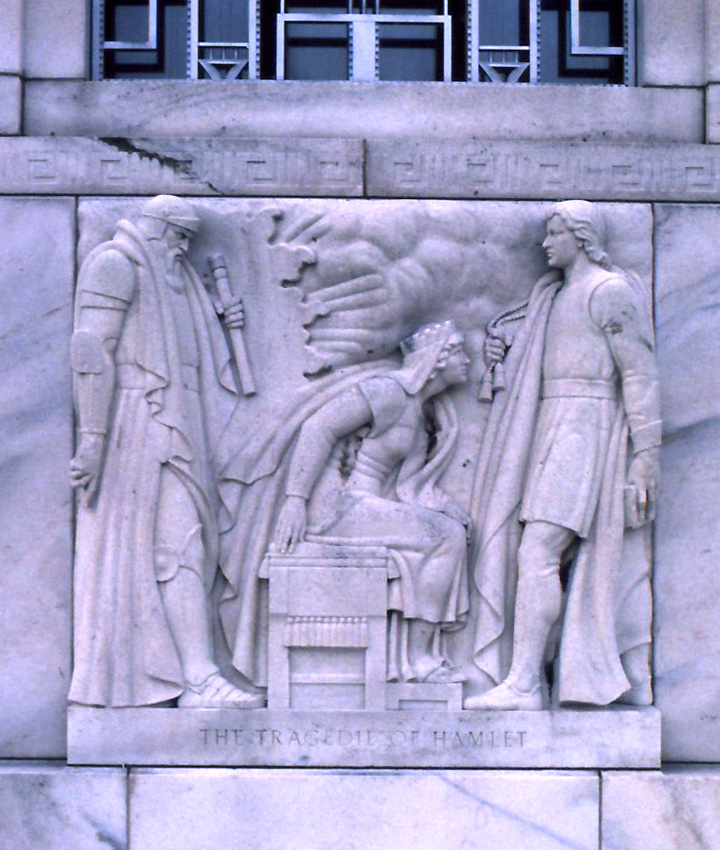
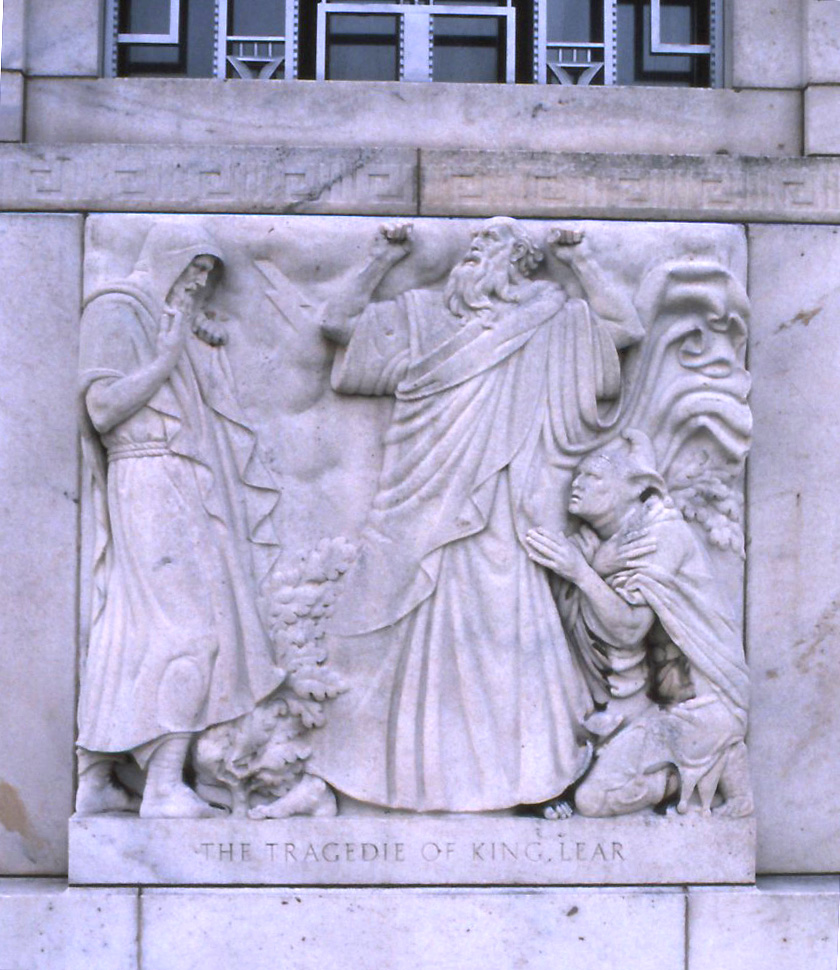